# نعمت نوزاد خانم
نعمت نوزاد خانم (بالتركية: Nimet Nevzad Hanım) هي زوجة السلطان العثماني محمد السادس العثماني. وُلدت في 2 مارس 1902 في إسطنبول، وتوفيت في 23 يونيو 1992 في إسطنبول.